# Hans Kitzmüller
Hans Kitzmüller (Cormons, 1945) è un germanista e traduttore italiano.

## Biografia
Hans Kitzmüller si occupa di cultura tedesca e mitteleuropea a Gorizia e ha scritto numerosi romanzi e appunti di viaggio. È fondatore della casa editrice Braitan, che pubblica le opere di autori sloveni, friulani e carinziani. Ha pubblicato: Görz 1500-1915: ein vergessenes Kapitel altösterreichischer Dichtung (1995), Letteratura austriaca a Gorizia: stampa, poesia e narrativa in lingua tedesca fino al 1915 (2002), E in lontananza Gorizia (2009), Weit weg von Wien (2014), Wiedersehen im Küstenland (2020), Lo Staatsgymnasium di Gorizia (2021).

## Opere

### In italiano
- Viaggio alle Incoronate, Treviso : Santi Quaranta, 2007
- Arcipelago del vento, Trieste : LINT, 2003
- L'altra regola del gioco, Rovereto : Zandonai, 2014
- E in lontananza Gorizia, Gorizia : LEG, 2009
- Oltre i varchi, Cormons : Braitan, 1985
- Alle isole Marchesi: un taccuino di viaggio, Treviso : Santi Quaranta, 2005

### In tedesco
- Winckelmann in Dresden, Graz : Universitats-Buchdruckerei Styria, 1980
- Meeresstille bei Lussin, Graz ; Wien ; Koln : Styria, 1990 circa
- Portulan der Gefuhle: eine Geschichte aus dem Kustenland, Graz , Styria, 1996 circa

## Traduzioni
- Pesmi di Gustav Januš, a cura di Hans Kitzmüller, Brazzano : Braitan, 1998
- Ricordi goriziani di Anton von Mailly, a cura di Hans Kitzmüller, Gorizia : Editrice goriziana, 1990
- Slovenia felix: aforismi di Žarko Petan, a cura di Hans Kitzmüller, Brazzano : Braitan, 1997
- Ai margini del silenzio di Janko Ferk, a cura di Hans Kitzmüller, Brazzano, Braitan, 1997